# 大洪山水库
大洪山水库位于中国湖北省随州市随县洪山镇，离洪山镇四公里，地处大洪山北麓，是以防洪、发电为主，兼有发电、灌溉、养殖等功能的大（二）型水库。又称琵琶咀水库（琵琶嘴水库）、琵琶湖，是大洪山火山地质公园的重要组成部分。面积0.700万亩，平均深度9.00米，透明度300厘米。
1965年9月开工，1967年完成大坝一期工程，1970年5月竣工。1976年11日开始整险加固，1978年7月全部竣工。